# 派屈克·卡倫
派屈克·卡倫（英語：Patrick Callan，1999年10月6日—）是一名出生於美國俄克拉荷馬州的游泳運動員，曾經獲得2017年世界青少年游泳錦標賽男子4×200米自由泳接力銀牌。

## 外部連結
- 派屈克·卡倫的X（前Twitter）
- 派屈克·卡倫的Instagram帳戶